# Cikou (sockenhuvudort i Kina, Hubei Sheng, lat 29,69, long 114,79)
Cikou är en sockenhuvudort i Kina. Den ligger i provinsen Hubei, i den centrala delen av landet, omkring 110 kilometer sydost om provinshuvudstaden Wuhan. Antalet invånare är 13 487. Befolkningen består av 6 597 kvinnor och 6 890 män. Barn under 15 år utgör 18,0 %, vuxna 15-64 år 71 %, och äldre över 65 år 9,0 %.
Runt Cikou är det ganska tätbefolkat, med 166 invånare per kvadratkilometer. Närmaste större samhälle är Longgang, 16,6 km öster om Cikou. I omgivningarna runt Cikou växer i huvudsak blandskog.
Genomsnittlig årsnederbörd är 2 075 millimeter. Den regnigaste månaden är maj, med i genomsnitt 315 mm nederbörd, och den torraste är januari, med 48 mm nederbörd.